# Baie de Cocinetas
La baie Cocinetas (espagnol : bahía Cocinetas) est une petite baie de la Mer des Caraïbes située au sud-est de la péninsule de Guajira, en Venezuela,,. 

## Géographie
Les eaux de la baie Cocinetas communiquent avec la mer des Caraïbes par un étroit chenal, ce qui lui vaut parfois d'être appelée Laguna de Cocinetas (français : lac de Cocinetas). 
La baie est située à la frontière entre la Colombie et le Venezuela. La pointe sud qui ferme presque la baie fait partie du Venezuela (État de Zulia).
Administrativement, la baie dépend de la municipalité vénézuélienne d'Indígena Bolivariano Guajira pour la partie sud.
Un peu plus au nord sur la côte se trouve la baie Tukakas.